# Allophylopsis chathamensis
Allophylopsis chathamensis är en tvåvingeart som beskrevs av Tonnoir och Malloch 1927. Allophylopsis chathamensis ingår i släktet Allophylopsis och familjen myllflugor.
Artens utbredningsområde är Chathamöarna. Inga underarter finns listade i Catalogue of Life.